# Lastours
Lastours (okzitanisch Las Tors) ist eine kleine südfranzösische Gemeinde mit 148 Einwohnern (Stand 1. Januar 2022) im Département Aude in der Region Okzitanien. Der Ort trug zuerst – nach dem hier residierenden Adelsgeschlecht – den Namen Cabaret, später dann den Namen Rivière und ab dem 18. Jahrhundert auch offiziell den Namen Lastours („die Türme“).

## Lage
Lastours liegt in den südlichen Ausläufern der Montagne Noire am Fluss Orbiel im Herzen des Pays du Cabardès etwa 18 Kilometer (Fahrtstrecke) nördlich von Carcassonne. Östlich schließt sich die Landschaft des Minervois mit den sehenswerten Ortschaften Caunes-Minervois, Rieux-Minervois und Minerve an. Die vier mittelalterlichen Burgen liegen etwa zwei Kilometer Fußweg und 180 Meter Höhenunterschied vom Ort entfernt.

## Bevölkerungsentwicklung
| Jahr      | 1968 | 1975 | 1982 | 1990 | 1999 | 2007 | 2017 |
| Einwohner | 444  | 300  | 248  | 159  | 163  | 165  | 159  |

Im 19. Jahrhundert hatte der Ort zeitweise mehr als 800 Einwohner. Infolge der Reblauskrise, der Mechanisierung der Landwirtschaft sowie des Endes des Erzabbaus und der Tuchweberei sank die Bevölkerungszahl deutlich.

## Wirtschaft
Bereits in der Antike und im Mittelalter wurden hier Erze (Eisen, Blei, Kupfer, ja sogar Silber und Gold) abgebaut und zu Rohlingen weiterverarbeitet; die Erzgewinnung hielt bis ins 19. Jahrhundert an. Zur gleichen Zeit spielte die Tuchweberei auf – mit Wasserkraft betriebenen mechanischen Webstühlen – eine große Rolle im wirtschaftlichen Leben von Lastours. Darüber hinaus wird wahrscheinlich bereits seit gallorömischer Zeit in der Umgegend Weinbau betrieben; der Wein wird heutzutage über die Appellation Cabardès (AOC) vermarktet.

## Geschichte
Vorzeitliche menschliche Artefakte wurden in einer Grotte unterhalb der vier Burgen entdeckt. Seit der Antike war die Gegend wegen ihres Reichtums an Erzen bekannt. Im 11. Jahrhundert gehörte sie den Grundherren (seigneurs) von Cabaret, eine recht zahlreiche Familie, die aus Lastours ein Zentrum der Albigenserbewegung machte, doch der Albigenserkreuzzug (1209–1229) beendete all dies. Der letzte Burgherr Pierre Roger de Cabaret trat seinen Besitz im Jahre 1211 kampflos an Simon de Montfort ab; er starb im Jahre 1229 oder kurze Zeit später. Im 16. Jahrhundert wandte sich ein Großteil der Bevölkerung dem Protestantismus zu, doch Guillaume de Joyeuse (Marschall von Frankreich) setzte dem im Jahre 1591 ein Ende.

## Sehenswürdigkeiten

### Châteaux de Lastours
Die recht große Familie Cabaret errichteten im 11. und beginnenden 12. Jahrhundert drei der vier Burgen, die – obwohl während des Albigenserkreuzzugs kampflos übergeben – dennoch geschleift wurden. Die vierte Burg (Tour Régine) entstand als Königsburg um das Jahr 1260.
Alle vier Burgruinen sind bereits seit dem Jahr 1905 als Monuments historiques anerkannt.

### Sonstige
- Etwa 50 Meter unterhalb der Burgen liegen die Ruinen der erst in den 1980er und 1990er Jahren freigelegten befestigten Höhensiedlung (castrum); es war eines von drei castra zu Füßen der Burgen. Bei den Ausgrabungen fand man eine große Anzahl von Gefäßen, Schlüsseln, Gürtelschnallen etc., so dass der Schluss naheliegt, dass es den Bewohnern bei ihrer Vertreibung untersagt war, irgendwelchen persönlichen Besitz – noch nicht einmal Kleidungsstücke – mitzunehmen.
- Das etwas abseits des Ortes stehende unbewohnte Château de la Caunette war der Wohnsitz eines wohlhabenden Minenbesitzers und stammt aus dem 16. Jahrhundert. Es ist seit 1948 als Monument historique[2] anerkannt.

## Persönlichkeiten
- Pierre Roger de Cabaret († nach 1229), Ritter und Faydit zur Zeit der Albigenserkreuzzüge